# Memoriale (romanzo)
Memoriale è il primo romanzo di Paolo Volponi, pubblicato per la prima volta nel 1962. Il tema principale attorno al quale ruota il testo è l'alienazione del lavoratore, con particolare riferimento all'Italia nel boom economico del secondo dopoguerra.

## Trama
Il protagonista, Albino Saluggia, è un reduce della seconda guerra mondiale, assunto come operaio in una grande fabbrica del Nord Italia. Albino è un uomo solitario e nevrotico, un narratore inattendibile: assediato da incubi paranoici, immagina che i medici della fabbrica abbiano ordito una congiura contro di lui, falsificando i referti per allontanarlo dal luogo di lavoro per poi licenziarlo. Il tema della trasformazione della realtà e la denuncia della condizione opprimente del lavoro trovano espressione nella Fabbrica, luogo emblematico apparentemente moderno e comprensivo. Che li imprigiona in un sistema di produzione alienato, trasformando l'individuo in appendice delle macchine.

## Edizioni
- Memoriale, collana "Romanzi moderni", Milano, Garzanti, 1962.
- Memoriale, Torino, Einaudi, 1991-2016.